# Donato Sanminiatelli
Donato Sanminiatelli, Conte Sanminiatelli (* 16. September 1866 in New Orleans, Louisiana; † 1. Mai 1927 in Rom) war ein Diplomat, Hochschullehrer und Politiker im Königreich Italien, der unter anderem von 1923 bis zu seinem Tode 1927 Mitglied des Senats (Senato del Regno) war.

## Leben
Donato Sanminiatelli, der aus einer Patrizierfamilie aus Pisa stammte, war Sohn des Generalkonsuls Fabio Sanminiatelli und dessen Ehefrau Estelle Le Beau de la Barre. Er absolvierte ein Studium der Rechtswissenschaften an der Universität Pisa. Er trat daraufhin in den diplomatischen Dienst des Außenministeriums (Ministero degli affari esteri) und wurde am 29. August 1889 Vizekonsul Dritter Klasse. Nachdem er zwischen 1890 und 1893 Professor für Internationales Recht an dem zur Universität Florenz gehörenden Institut für Politikwissenschaften (Istituto „Cesare Alfieri“) war, schied er am 20. August 1894 als Attaché aus dem diplomatischen Dienst. 1897 wurde er Mitglied der Sprachgesellschaft Società Dante Alighieri in Rom und fungierte von 1897 bis 1926 als deren Vizepräsident. Er war ferner Vizepräsident der Accademia dei Georgofili, einer 1753 in Florenz gegründeten Akademie zur Förderung der Kenntnisse von Land- und Forstwirtschaft, sowie Mitglied der Società Dalmata di Storia Patria SDDSP, einem Institut, das nach der Annexion von Zadar durch Italien am Ende des Ersten Weltkriegs zur Förderung der Geschichte Dalmatiens entstand. Er bezog zwischen 1914 und 1920 Stellung für den adriatischen Irredentismus.
Am 19. April 1923 wurde er zum Mitglied des Senats (Senato del Regno) ernannt und gehörte diesem vom 31. Mai 1923 bis zu seinem Tode am 1. Mai 1927 an. Er war mit Marta Camerini verheiratet, deren Vater Giovanni Camerini (1837–1919) zwischen 1891 und 1919 ebenfalls Senator war. Aus dieser Ehe stammten die Kinder Orazio, Fabio, Estella und Elisabetta.